# Hoplocampa pectoralis
Hoplocampa pectoralis är en stekelart som beskrevs av Thomson 1871. Hoplocampa pectoralis ingår i släktet Hoplocampa, och familjen bladsteklar. Arten är reproducerande i Sverige.